# Agrodiaetus krymaea
Agrodiaetus krymaea är en fjärilsart som beskrevs av Leo Andrejewitsch Sheljuzhko 1928. Agrodiaetus krymaea ingår i släktet Agrodiaetus och familjen juvelvingar. Inga underarter finns listade i Catalogue of Life.